# Pseudopyrochroa jeanvoinei
Pseudopyrochroa jeanvoinei is een keversoort uit de familie vuurkevers (Pyrochroidae). De wetenschappelijke naam van de soort is voor het eerst geldig gepubliceerd in 1927 door Pic.